# یوناتان ریختر
یوناتان ریختر (انگلیسی: Jonathan Richter؛ زادهٔ ۱۶ ژانویهٔ ۱۹۸۵) بازیکن فوتبال اهل دانمارک است.
از باشگاه‌هایی که در آن بازی کرده‌است می‌توان به باشگاه فوتبال نورشلان اشاره کرد.

## زندگی شخصی
او پسر یک پدر گامبیایی و یک مادر دانمارکی و برادر دوقلوی سیمون ریختر، دیگر بازیکن فوتبال دانمارکی، است.

## برخورد صاعقه
در ۲۰ ژوئیه ۲۰۰۹ هنگام بازی، ریختر مورد اصابت صاعقه قرار گرفت که منجر به ایست قلبی شد. او به عنوان بخشی از روش استاندارد ایست قلبی دانمارکی در کما ناشی از پزشکی قرار گرفت و تا دمای ۳۴ درجه سانتیگراد (۹۳ درجه فارنهایت) خنک شد. در نتیجه جراحات وارده، ریختر قرار بود تا ۲۹ ژوئیه در کمای پزشکی باقی بماند.
کارکنان پزشکی در بیمارستان امیدوار بودند که بتوانند ریختر را به زودی پس از حادثه از کما بیدار کنند، اما بهبودی ریشتر کندتر از حد انتظار بود. این باعث شد که پزشکان دو بار عقب‌نشینی کنند تا ریختر را از کما خارج کنند.
در حوالی ۱ اوت، ریختر از کما خارج شد و در ۲ آگوست، زمانی که پزشکان آخرین قسمت‌های دستگاه تنفسی را برداشتند، ریختر تقریباً بلافاصله شروع به صحبت کرد. زمانی که مالک باشگاه آلن کی پدرسن با بیمارستان هویدوور تماس گرفت تا وضعیت ریشتر را بررسی کند، خود ریختر به پزشکان گفت که به آلن کی پدرسن بگویند که همه چیز خوب است.
در اواخر اوت ۲۰۰۹، ریختر و مشاوران پزشکی او تصمیم گرفتند پای چپ ریختر را قطع کنند. به گفته منابع پزشکی، این به‌طور چشمگیری باعث بهبود حال عمومی ریختر شده‌است.

### بایگانی شماره
باشگاه فوتبال نورشلان پس از بازنشستگی اجباری ریشتر در سن ۲۴ سالگی، شماره ۲۶ ریشتر را بازنشسته کرد.